# حزب کمونیست آذربایجان (۱۹۲۰)
حزب کمونیست آذربایجان ((به ترکی آذربایجانی: Azərbaycan Kommunist Partiyası); (به روسی: Коммунистическая партия Азербайджана))، حزب سیاسی حاکم در کشور آذربایجان شوروی بود که به نوعی شاخه ای از حزب کمونیست شوروی بود. این حزب در ۲۰ فوریه سال ۱۹۲۰ با پیوستن چهار حزب همت، حزب عدالت، حزب احرار ایران و بلشویک‌های باکو ایجاد گشت. در آوریل همان سال، پنجمین کابینه جمهوری دموکراتیک آذربایجان استعفا و تمام قدرت را در آذربایجان به‌دست حزب سپرد و بدین ترتیب حزب کمونیست تا زمان انحلالش در ۱۶ سپتامبر ۱۹۹۱ زمام امور را در آذربایجان دست گرفت. با این حال، رهبران سابق و اعضای کمونیست همچنان نقش مهمی را در نظام سیاسی و برپایه حمایت از خانواده ادامه می‌دادند. حزب کمونیست نخستین انتخابات چندحزبی را که در تاریخ ۳۰ سپتامبر ۱۹۹۰ و ۱۴ اکتبر ۱۹۹۰ برای کرسی‌های شورای عالی شوروی با ۲۸۰ کرسی از ۳۶۰ کرسی را برنده شد.

## فهرست دبیرکل‌های حزب کمونیست آذربایجان شوروی[۱]
| ردیف. | نام                 | گرفتن منصب      | ترک منصب         |
| ----- | ------------------- | --------------- | ---------------- |
| ۱     | میرزا داوود حسین اف | ۱۲ فوریه، ۱۹۲۰  | ۲۳ اکتبر، ۱۹۲۰   |
| ۲     | گریگوری کمینسکی     | اکتبر ۲۳, ۱۹۲۰  | ژوئیه، ۱۹۲۱      |
| ۳     | سرگئی کیروف         | ژوئیه، ۱۹۲۱     | ژانویه، ۱۹۲۶     |
| ۴     | لوون میرزویان       | ژانویه، ۱۹۲۶    | اوت، ۱۹۲۹        |
| ۵     | نیکولای کیگالو      | اوت، ۱۹۲۹       | ژوئن، ۱۹۳۰       |
| ۶     | ولادیمیر پولونسکی   | ژوئن، ۱۹۳۰      | نوامبر، ۱۹۳۳     |
| ۷     | روبن روبنوف         | ژانویه ۱, ۱۹۳۳  | دسامبر ۱۲, ۱۹۳۳  |
| ۸     | میرجعفر باقروف      | نوامبر، ۱۹۳۳    | ژوئیه، ۱۹۵۳      |
| ۹     | میرتیمور یعقوب اوف  | ژوئیه، ۱۹۵۳     | فوریه، ۱۹۵۴      |
| ۱۰    | امام مصطفایف        | فوریه ۷, ۱۹۵۴   | ژوئن ۱۲, ۱۹۵۹    |
| ۱۱    | ولی آخوندوف         | ژوئیه ۱۱, ۱۹۵۹  | ژوئن ۱۴, ۱۹۶۹    |
| ۱۲    | حیدر علی‌اف          | ژوئیه ۱۴, ۱۹۶۹  | دسامبر ۳, ۱۹۸۲   |
| ۱۳    | کامران باقراوف      | دسامبر ۳, ۱۹۸۲  | می ۲۱, ۱۹۸۸      |
| ۱۴    | عبدالرحمن وزیراوف   | می ۲۱, ۱۹۸۸     | ژانویه ۲۰, ۱۹۹۰  |
| ۱۵    | ایاز مطلب اف        | ژانویه ۲۴, ۱۹۹۰ | سپتامبر ۱۶, ۱۹۹۱ |